# Broekhuizen (Drenthe)
Pour les articles homonymes, voir Broekhuizen.
Broekhuizen est un hameau néerlandais de la commune de Meppel, situé dans la province de Drenthe. Il faisait partie de la commune de Ruinerwold avant 1998, date à laquelle il a été rattaché à Meppel. Le 1er janvier 2020, la population s'élevait à 120 habitants.